# Mohawk (rzeka)
Mohawk (ang. Mohawk River) – rzeka we wschodniej części Stanów Zjednoczonych, w stanie Nowy Jork. Jest najważniejszym dopływem rzeki Hudson, której dostarcza około 25% wody. Długość rzeki wynosi około 230 km, a powierzchnia dorzecza blisko 9 tys. km². Na rzece zbudowano trzy zbiorniki retencyjne: Hinckley Reservoir, Delta Reservoir oraz Schoharie Reservoir.
Mohawk odegrała ważną rolę historyczną jako szlak wodny prowadzący w głąb kontynentu w XVIII i XIX wieku.